# Tanguticaklematisar
Tanguticaklematisar (Clematis Tangutica-gruppen) är en grupp i familjen ranunkelväxter. Gruppen innehåller selektioner av eller hybrider med arter i sektion Meclatis (t.ex. mongolklematis (C. intricata), orientklematis (C. orientalis), doftgullklematis (C. serratifolia), gullklematis (C. tangutica) och tibetklematis (C. tibetana). 
Gruppens sorter kan torka in en del under vintern och skall klippas ner om våren till friska knoppar.

## Sorter
'Amelia Joan'
'Anita'
'Annamieke'
'Atlantic Star'
'Aureolin'
'Bill MacKenzie'
'Bravo'
'Burford Variety'
'Corry'
'Golden Cross'
'Golden Harvest'
'Grace'
'Gravetye Seedling'
'Hatherliensis'
'Helios'
'Kugotia', GOLDEN TIARA ®
'La Daciana'
'Lambton Park'
'Last Dance'
'My Angel'
'Radar Love'
'Red Ballon'
'Sheriffii'
'Shorty'
'Sun Star'
'Sundance'
'Tibetan Mix'
'Treasure Trove'
'Vince Denny'
'Warsaw'
'Waterperry Star'
'Zomy', I AM® MYSTERIOUS